# Ōshika
Ōshika (大鹿村?) è un villaggio giapponese della prefettura di Nagano.